# Paolo Lazise
Paolo Lazise, propriamente Paolo Bevilacqua (Verona, 1508 – Strasburgo, gennaio 1544), è stato un umanista e teologo italiano.
Canonico regolare lateranense, abbandonò la Chiesa cattolica per aderire alla Riforma, rifugiandosi a Strasburgo dove gli fu assegnata una cattedra di lingua greca.

## Biografia
Nacque a Verona nel 1508 da Francesca Pilcante e Zeno Bevilacqua, un nobile nativo di Lazise, cittadina sul lago di Garda, da cui prese il nome. Nel 1528 entrò nel convento di San Leonardo fuori le mura, a Verona, dove fece i primi studi umanistici, proseguiti nello Studio padovano e nel convento di San Giovanni di Verdara. 
Predicatore dal 1537, nel 1540 partecipò al capitolo generale dell'Ordine tenuto a Ravenna, conoscendo in quell'occasione Pietro Martire Vermigli. Quest'ultimo nel 1541 fu eletto priore del monastero di San Frediano, a Lucca, dirigendovi una scuola di studi umanistici e teologici, alla quale chiamò il Lazise come insegnante di lingua latina. Suoi colleghi erano Celso Martinengo, professore di lingua greca, e l'ebreo convertito Emanuele Tremellio, insegnante di ebraico. A Lucca Lazise conobbe anche l'umanista Celio Secondo Curione, allora precettore privato, continuò il suo impegno di predicatore e collaborò con Francesco Robortello, professore nello Studio di Lucca, alla preparazione di un commentario alla Poetica di Aristotele. 
Nel luglio del 1542 il cardinale Bartolomeo Guidiccioni, inquisitore del Sant'Uffizio, denunciò al governo di Lucca il Curione e gli insegnanti della scuola di San Frediano quali eretici e sovvertitori della Repubblica. Nel successivo agosto, mentre Curione si rifugiava a Losanna, Lazise, Vermigli, il suo discepolo Giulio Terenziano e Tremellio fuggirono a Basilea e di qui a Strasburgo, dove Lazise ottenne, grazie all'interessamento di Martin Bucer, un posto di insegnante di greco. 
Lazise morì prematuramente nel gennaio del 1544, un anno dopo aver ottenuto l'incarico. La sua unica opera, pubblicata postuma nel 1546, è la traduzione in latino delle Storie del grammatico greco Giovanni Tzetzes, il Variarum historiarum liber.

## Opere
- Ioannis Tzetzae variarum historiarum liber, versibus politicis ab eodem graece conscriptus, et Pauli Lacisii veronensis opera ad verbum latine conversus, nuncquam primum in lucem editus, Basileae, ex officina Ioannis Oporini, 1546.